# الجديدة (تونس)
الجديّدة إحدى مدن الجمهورية التونسية، تقع في ولاية منوبة، على بعد 18 كم غربي مدينة تونس على الطريق الوطنية رقم 7. يشقها نهر مجردة وأهم منتوجاتها الفلاحية القنارية.

### مواضيع ذات علاقة
- ولاية منوبة.